# Route 66 (Fernsehserie)
Route 66 ist eine US-amerikanische Fernsehserie des Fernsehsenders CBS, die zwischen 1960 und 1964 ausgestrahlt wurde.

## Prämisse
CBS sendete zwischen dem 7. Oktober 1960 und dem 13. März 1964 eine Fernsehserie mit vier Staffeln und 116 Episoden unter dem Titel Route 66 mit Martin Milner (als Tod Stiles) und George Maharis (als Buz Murdock; 1960–1963), die mit ihrer Corvette im Stile eines Roadmovies die legendäre Route 66 auf der Suche nach einem passenden Ort befuhren. Anstelle von Maharis war ab 1963 Glenn Corbett (als Lincoln „Linc“ Case) zu sehen.

## Rollen
Die beiden jungen Männer symbolisierten die rastlose Jugend auf der Suche nach dem Sinn des Lebens, übernahmen während ihrer Reise Gelegenheitsjobs und trafen auf zerrüttete Familien oder hilfesuchende Individuen. Dabei kam Tod Stiles aus einer ehemals reichen und privilegierten Familie, doch des Vaters Reederei ging nach dessen Tod in Konkurs. Dem Sohn blieb als Vermächtnis nur die rote Corvette. Buz Murdock war Vollwaise und Arbeiter in der Reederei, bis diese pleiteging. Beide entschlossen sich, quer durch die USA zu reisen auf der Suche nach Arbeit, Abenteuer und sich selbst.

## Produktionshintergrund
Die Serie wurde überwiegend nicht an Original-Locations gedreht, nur drei frühe Folgen bezogen sich kurz auf die Route 66.
Silliphant schrieb die meisten der Episoden einschließlich der Handlung.
George Maharis begründete seinen Ausstieg aus der Serie mit einer Hepatitis-Erkrankung, die bei ihm gepaart mit den langen und intensiven Drehtagen seine Gesundheit gefährdet habe. Die Produzenten von Route 66 vermuteten hingegen, dass er seine gesundheitlichen Probleme übertrieben und vorgeschoben habe, um aus Route 66 auszusteigen und gute Kinoangebote annehmen zu können. Nach dem Ausstieg von Maharis verlor die Serie merklich an Popularität und wurde nur ein Jahr später eingestellt, zugleich erreichte auch Maharis nie wieder eine so große Beliebtheit.
Zu den Gastdarstellern von Route 66 zählen bekannte Namen wie u. a. Ed Asner, Lew Ayres, Theodore Bikel, Joe E. Brown, James Caan, James Coburn, Joan Crawford, Robert Duvall, Barbara Eden, Betty Field, Peter Graves, Sessue Hayakawa, Miriam Hopkins, David Janssen, Ben Johnson, Boris Karloff, Buster Keaton, George Kennedy, Cloris Leachman, Jack Lord, Peter Lorre, Dorothy Malone, E. G. Marshall, Lee Marvin, Walter Matthau, Vera Miles, Julie Newmar, Leslie Nielsen, Suzanne Pleshette, Stefanie Powers, Robert Redford, Martin Sheen, Sylvia Sidney, Lois Smith, Rod Steiger, Beatrice Straight, Rip Torn, Jo Van Fleet, Jessica Walter, Ethel Waters, James Whitmore und Dick York.
Um Royaltys für das gleichnamige Lied zu vermeiden, beauftragte der Filmproduzent Herbert B. Leonard den Orchesterleiter Nelson Riddle mit einer Filmmusik in Form einer Instrumentalmusik, deren Single im April 1962 als Route 66 Theme erschien und Rang 30 der Billboard-Pop-Charts erreichte.